# Municipio de Hillman (condado de Morrison)
El municipio de Hillman (en inglés: Hillman Township) es un municipio ubicado en el condado de Morrison en el estado estadounidense de Minnesota. En el año 2010 tenía una población de 197 habitantes y una densidad poblacional de 2,69 personas por km².

## Geografía
El municipio de Hillman se encuentra ubicado en las coordenadas 45°56′13″N 93°56′32″O / 45.93694, -93.94222. Según la Oficina del Censo de los Estados Unidos, el municipio tiene una superficie total de 73.25 km², de la cual 73,22 km² corresponden a tierra firme y (0,04 %) 0,03 km² es agua.

## Demografía
Según el censo de 2010, había 197 personas residiendo en el municipio de Hillman. La densidad de población era de 2,69 hab./km². De los 197 habitantes, el municipio de Hillman estaba compuesto por el 99,49 % blancos, el 0,51 % eran de otras razas. Del total de la población el 0,51 % eran hispanos o latinos de cualquier raza.